# Towarzystwo Nauczycieli Szkół Wyższych
Towarzystwo Nauczycieli Szkół Średnich i Wyższych (TNSW) – polska organizacja zawodowa nauczycielstwa w zaborze austriackim.
Towarzystwo Nauczycieli Szkół Wyższych powstało w 1884 i miało siedzibę we Lwowie. Działało na obszarze Galicji, Wielkiego Księstwa Krakowskiego, Śląska, Bukowiny.
Celami Towarzystwa były:
- popieranie wszelkich spraw, mających na względzie rozwój szkół wyższych, dobro stanu nauczycielskiego i obrona poszczególnych jego członków oraz wspieranie rodzin nauczycielskich,
- wzajemne udzielanie sobie najnowszych zdobyczy naukowych tudzież spostrzeżeń i doświadczeń z zakresu praktyki nauczycielskiej,
- krzepienie ducha koleżeństwa przez wzajemne zbliżanie się i wymianę myśli,
- zaznajamianie ogółu społeczeństwa ze sprawami Szkół Wyższych i najnowszymi zdobyczami naukowymi[1].

Organem prasowym TNSW był periodyk „Muzeum” wydawany od 1885. Ponadto Towarzystwo wydawało książki szkolne, podręczniki uniwersyteckie, bibliotekę dla młodzieży oraz ilustrowane wydawnictwo periodyczne „Nauka i Sztuka”.
W 1914 prezesem zarządu głównego był dr Ignacy Zakrzewski. 
Po odzyskaniu przez Polskę niepodległości w dniach 28-30 grudnia 1919 zostało założone Towarzystwo Nauczycieli Szkół Średnich i Wyższych, powstałe z połączenia Towarzystwa Nauczycieli Szkół Wyższych z Galicji i Stowarzyszenia Nauczycielstwa Polskiego z Królestwa Polskiego.